# Parc national des monts Glass House
Le parc national des monts Glass House est un parc national dans le Queensland en Australie, à 70 km au nord de Brisbane. Il se compose d'une plaine ponctuée par des dykes volcaniques, cheminées d'anciens volcans qui se sont formées il y a de 27 à 26 millions d'années. Les cônes pyroclastiques extérieurs ont été érodés.

## Origine du nom
La région doit son nom à James Cook qui passa dans la région en 1770 à bord de son navire Endeavour. Il aurait trouvé que la forme des montagnes lui rappelait les verreries (glasshouse) de son pays natal le Yorkshire.

## Paysages

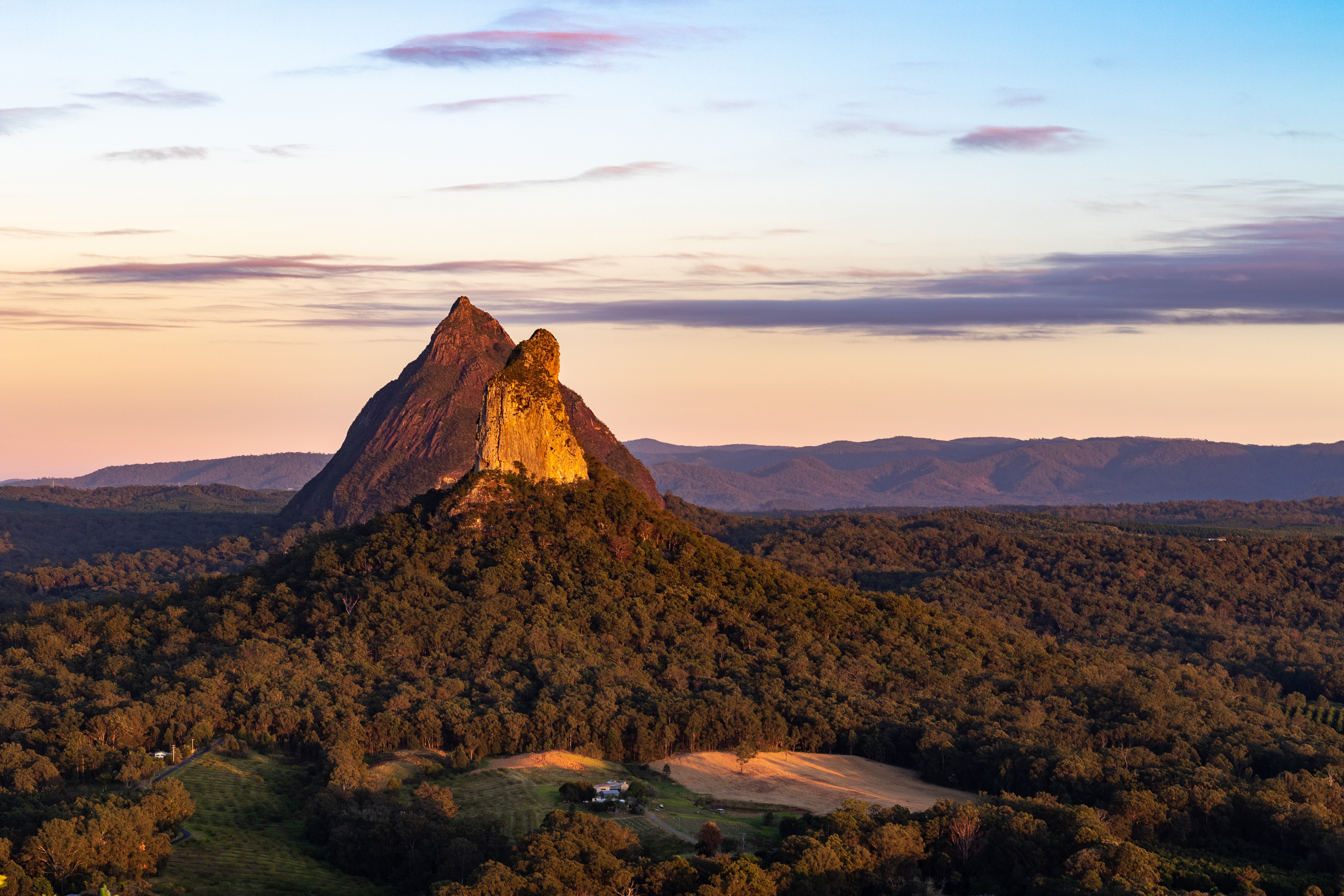
Le Mount Beerwah, dans les monts Glass House. Juin 2022.

Le mont Beerwah est le point culminant du parc avec ses 555 m. Le mont Coonowrin (377 m) en est le deuxième sommet le plus élevé et le mont Tibrogargan (364 m) le troisième. On peut normalement grimper aux sommets du mont Beerwah et du mont Tibrogargan (bien que le mont Beerwah soit interdit d'escalade depuis avril 2009), toutefois l'escalade du mont Coonowrin est interdite en raison du danger de chutes de pierres.

## Flore
Les pics abritent un large éventail d'habitats, y compris de landes, zones arbustives, forêts et terres boisées et de petites zones de forêt pluviale sur certains sommets. Les landes de montagne sont particulièrement riches en espèces menacées et endémiques dont beaucoup ne peuvent être trouvées nulle part ailleurs. Leptospermum leuhmanii est un arbre à thé est remarquable pour sa belle écorce lisse de couleur orange. Eucalyptus kabiana y est également endémique et porte le nom de la tribu aborigène locale, propriétaires traditionnels des lieux, les Kabi Kabi (prononcer « Goubbi Goubbi »). Parmi les autres espèces de plantes endémiques figurent Gonocarpus effusus, Grevillea hodgei, Westringia grandifolia et Leptospermum oreophyllum.

## Tradition aborigène
Pour les Aborigènes de la région, les montagnes sont les membres d'une famille dont le père est le mont Tibrogargan et la mère le mont Beerwah. Toutes les autres montagnes sont des enfants du couple, l'aîné étant le mont Coonowrin.
Tibrogargan, le père, observant que la mer montait, demanda à Coonowrin, son fils aîné, de mettre sa mère enceinte en sécurité. Terrifié, Coonowrin s'enfuit. Excédé par la lâcheté de son fils, Tibrogargan le poursuivit et le frappa si fort qu'il le blessa au cou.
Une fois le danger passé, Coonowrin se sentit fortement coupable de par son comportement et demanda pardon à son père, ses frères et sœurs qui pleuraient tous de honte. Cela explique les nombreux petits ruisseaux qui traversent la région. Tibrogargan tourna le dos à son fils et regarda vers la mer refusant de voir son fils Coonowrin qui, honteux, continue de baisser la tête et pleure.